# Gereaua perrieri
Gereaua perrieri là một loài thực vật có hoa trong họ Bồ hòn. Loài này được (Capuron) Buerki & Callm. mô tả khoa học đầu tiên năm 2010.